# Homo floresiensis
Homo floresiensis („Mensch von Flores“) ist eine ausgestorbene, im Vergleich zum Homo sapiens kleinwüchsige Art der Gattung Homo. Die im September 2003 auf der indonesischen Insel Flores entdeckten und dieser Art zugeordneten Knochenfunde wurden 2004 in der Erstbeschreibung auf ein Alter von rund 18.000 Jahren datiert. Aus dieser Datierung wurde abgeleitet, dass, während die Nachbarinseln schon seit mehreren tausend Jahren vom anatomisch modernen Menschen (Homo sapiens) besiedelt waren, auf Flores noch eine zweite Homo-Art lebte. 2016 wurde jedoch eine Neudatierung der Funde publiziert, der zufolge die Knochen nicht jünger als 60.000 Jahre sind.
Wie eng die Verwandtschaft von Homo floresiensis mit anderen Arten der Gattung Homo ist, ist unter Anthropologen und Paläoanthropologen umstritten. Von seinen Entdeckern wurde Homo floresiensis bereits 2004 als so genannte Inselverzwergung stammesgeschichtlich von Homo erectus abgeleitet. Andere Forscher vermuteten, es könne sich um eine krankhaft veränderte Population von Homo sapiens gehandelt haben. Die jüngsten Befunde – darunter eine neuerliche genaue Beschreibung aller Knochen des Schädels – „deuten jedoch darauf hin, dass Homo floresiensis eine klar unterscheidbare Art“ war.

## Namensgebung
Die Bezeichnung der Gattung Homo ist abgeleitet von lateinisch homo [ˈhɔmoː], dt. Mensch. Das Epitheton floresiensis verweist auf den Fundort des Typusexemplars auf der indonesischen Insel Flores. Homo floresiensis bedeutet somit „Mensch von Flores“.
Neben dem wissenschaftlichen Namen wird, angelehnt an Tolkiens kleinwüchsige Phantasiewesen, scherzhaft auch die Bezeichnung „Hobbit“ als Spitzname gebraucht; die Forscher hatten zunächst den Spitznamen Flo verwendet.
Wegen der morphologischen Merkmale, die von allen bis dahin bekannten homininen Fossilien stark abweichen, wählten die Entdecker im ersten Entwurf ihrer Erstbeschreibung die Art-Bezeichnung „Sundanthropus floresianus“. Im Verlauf des Peer-Review wiesen die von der Fachzeitschrift Nature berufenen Gutachter jedoch darauf hin, dass der Schädel LB1 große Ähnlichkeiten mit den Schädelvarianten innerhalb der Gattung Homo aufweise. Zudem erinnert „floresianus“ in englischer Aussprache an „flowery anus“ (etwa: „blumiger Anus“), ein Gleichklang, den man vermeiden wollte. Aufgrund dieser gutachterlichen Einwände wurde in der schließlich von Nature im Oktober 2004 publizierten, überarbeiteten Version der Erstbeschreibung die Bezeichnung Homo floresiensis gewählt.

## Erstbeschreibung

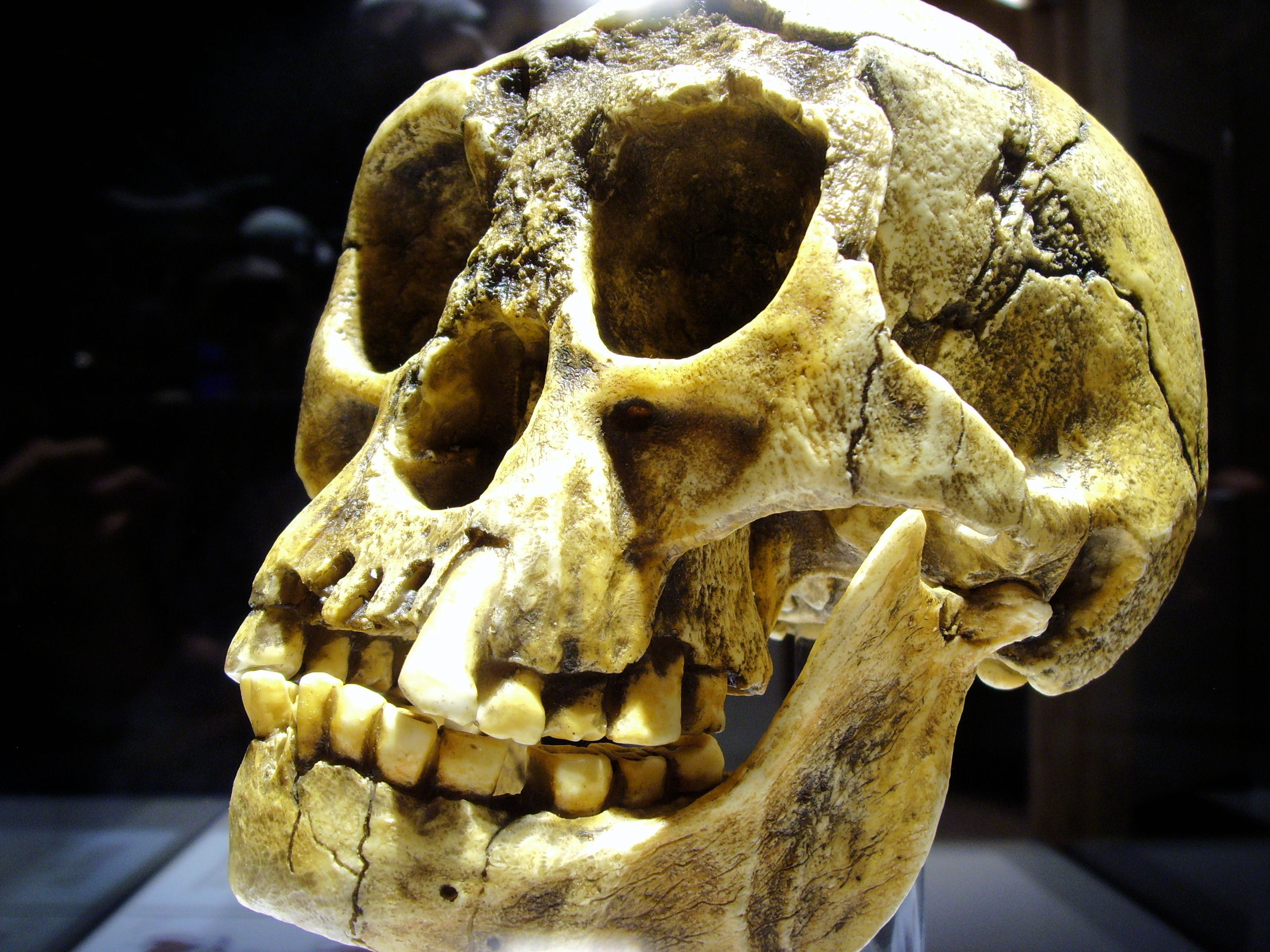
Schädel und Unterkiefer von Homo floresiensis LB1 (Nachbildung)

Holotypus von Homo floresiensis ist laut Erstbeschreibung das erste in der Höhle Liang Bua gefundene hominine Fossil, LB1. Gestützt wurde die anhand von LB1 definierte neue Art der Hominini durch einen einzeln gefundenen Vorderbackenzahn aus dem Bereich eines linken Unterkiefers, das Fossil LB2.
Von LB1 wurden 2003 der Schädel (Sammlungsnummer LB1/1) nebst Unterkiefer geborgen. Hinzu kamen zwei Oberschenkelknochen, zwei Schienbeine, zwei Wadenbeine, zwei Kniescheiben, einige Hand- und Fußknochen, Fragmente des Beckens, der Wirbel und des Kreuzbeins, der Rippen, der Schulterblätter und der Schlüsselbeine.
Die Kombination der anatomischen Merkmale erschien ungewöhnlich: Das Schädelinnenvolumen und die Körpergröße erinnerten an die noch affenähnlichen Australopithecinen aus Afrika, zahlreiche andere Merkmale hingegen an frühe Vertreter der Gattung Homo. Die naheliegende Vermutung, dass es sich um einen Homo sapiens handelte, dessen Kleinwuchs die Folge einer Hormonstörung war, wurde verworfen: Man fand keine Anzeichen für IGF-1-Mangel, hypophysären Kleinwuchs oder Mikrozephalie. Der Fundort, eine stets von Wasser umgebene Insel, machte daher eine sogenannte Inselverzwergung wahrscheinlich. Vorfahren der neuen Art wären dann größere Individuen der Gattung Homo aus dem Pleistozän gewesen; genannt wurden Funde von Homo erectus von der benachbarten Insel Java, die als Java-Mensch bekannt sind.

## Entdeckung

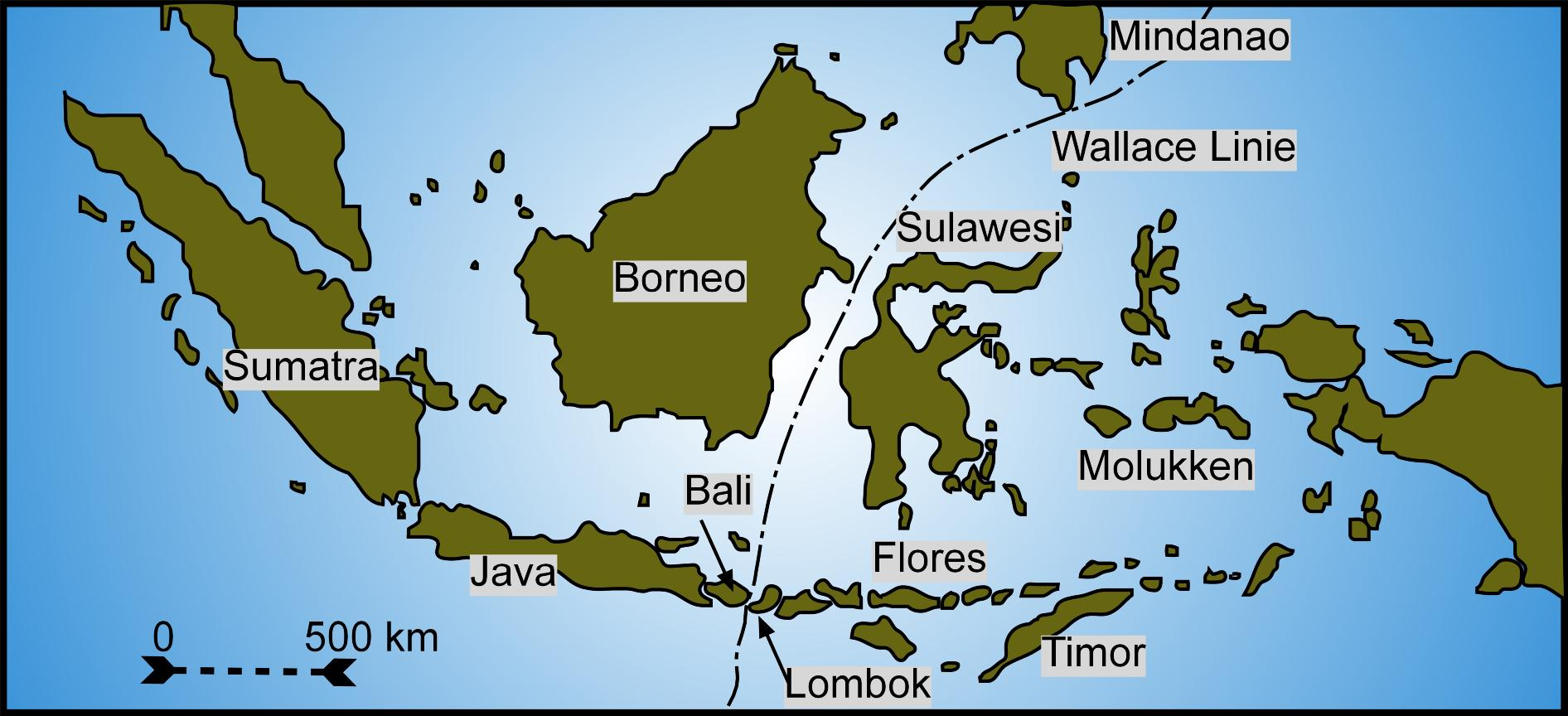
Die Lage der indonesischen Insel Flores und der Verlauf der Wallace-Linie

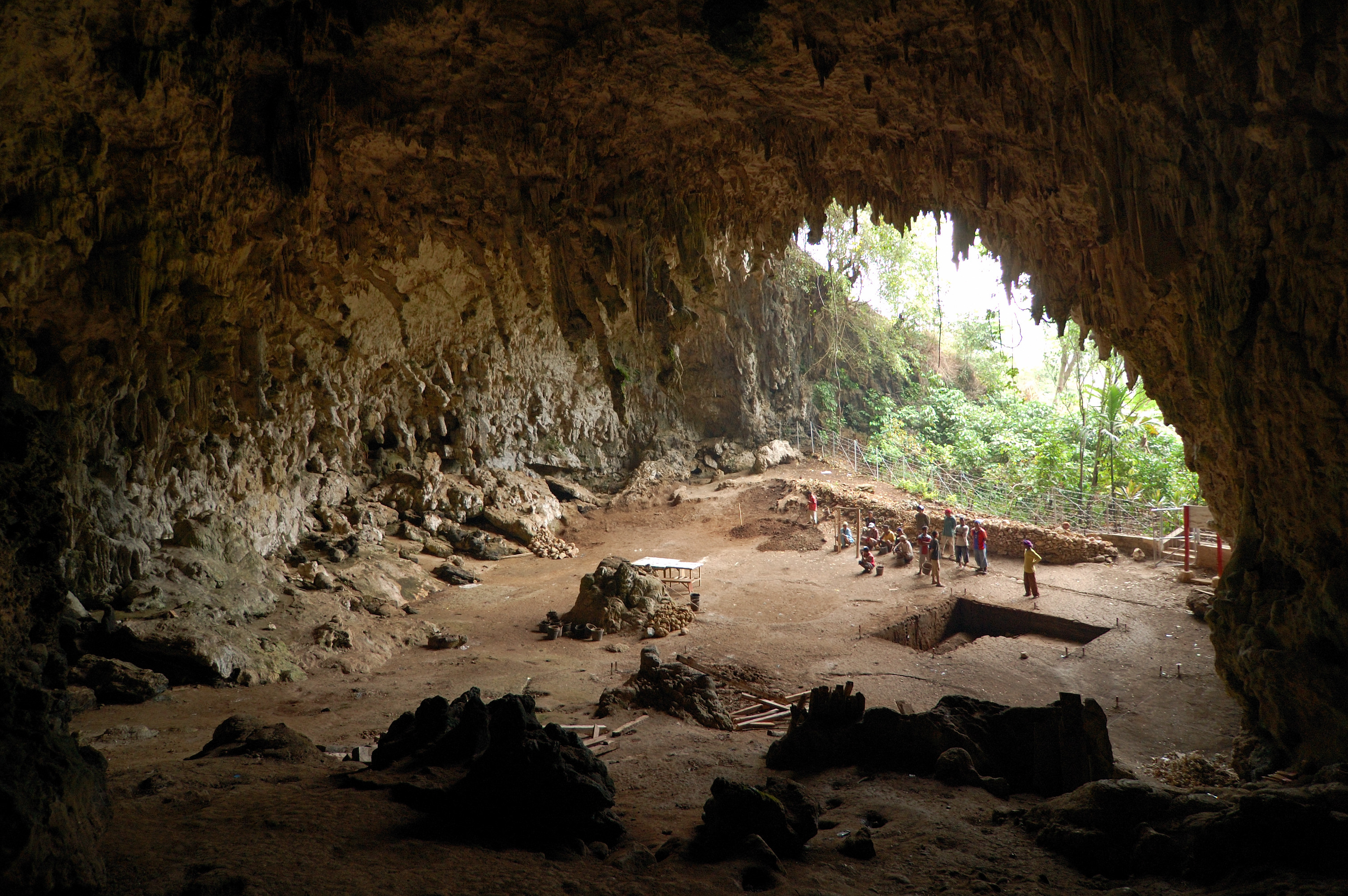
Die Höhle Liang Bua im Jahr 2007, in der die Knochen im Jahr 2003 (rechts vor dem Ausgang, unmittelbar neben der damaligen Höhlenwand) entdeckt wurden.

Im Zentrum der indonesischen Insel Flores waren bereits Mitte der 1950er- und Anfang der 1960er-Jahre von Theodorus Verhoeven sowie 1994 und 1997 von Paul Sondaar am Oberlauf des Flusses Ae Sissa, im Bereich der Fundstelle Mata Menge im Soa-Becken, Steinwerkzeuge entdeckt worden. Das Alter dieser Werkzeuge bestimmte man anhand einer Zirkon-Spaltspurdatierung auf 880.000 (± 70.000) bis 800.000 (± 70.000) Jahren BP. Unter Verweis auf Studien von Philip Rightmire zur Ausbreitung der Gattung Homo im Altpleistozän wurde vermutet, dass es sich beim Hersteller der Werkzeuge um Menschen der Art Homo erectus gehandelt haben müsse. Die Datierung war jedoch umstritten, da die Insel Flores zwei Grad östlich des indonesischen Kontinentalsockels (östlich der Wallace-Linie) liegt und daher auch im Pleistozän stets vom Meer umschlossen war. Man traute damals Homo erectus den Bau von Wasserfahrzeugen nicht zu und ging daher davon aus, dass die Inselkette östlich von Java erst durch Homo sapiens besiedelt wurde.
Um die Datierung abzusichern, suchten indonesische Wissenschaftler in den folgenden Jahren auf Flores nach fossilen Belegen für Hominini während des frühen Pleistozäns. Mitte der 1990er-Jahre initiierte der australische Archäologe Mike Morwood eine australisch-indonesische Forschungskooperation, motiviert von dem Ziel, den Weg der ersten Zuwanderer vom asiatischen Festland nach Australien zu rekonstruieren. Dazu wurde ab 2001 auch die Höhle Liang Bua erkundet, in der bereits 1965 diverse Tierfossilien geborgen worden waren. Unter der Leitung von Mike Morwood und Thomas Sutikna (Indonesian Centre for Archaeology, Jakarta) wurde am 2. September 2003 der vollständig erhaltene Schädel eines kleinwüchsigen, aufrecht gehenden homininen Individuums entdeckt, „mit einem Schädel-Innenvolumen und der Statur (Körpergröße) ähnlich dem – oder kleiner als bei – Australopithecus afarensis.“ Das Fossil bezeichnete man als LB1. Die meisten seiner Knochen wurden an den folgenden Tagen auf einer Fläche von nur 500 Quadratzentimetern entdeckt, darunter auch der zum Schädel zugehörige Unterkiefer, diverse große Röhrenknochen in teils noch erhaltener natürlicher Anordnung im Bereich der Gelenke sowie einige Steinwerkzeuge. Diese Steinwerkzeuge glichen den aus älteren Schichten von Flores bekannten, waren jedoch wesentlich kleiner und wirkten so, „als seien sie für sehr kleine Hände gemacht“ (im Original: „as if fitted to tiny hands“).
Die Knochen erwiesen sich als äußerst brüchig, da sie weder versteinert noch mit Calciumcarbonat überzogen waren: „Sie hatten in etwa die Konsistenz von nassem Löschpapier“, beschrieb Mike Morwood den Fund. Man habe die Knochen nach der Freilegung zunächst drei Tage lang zum Trocknen liegen gelassen, danach mit Leim getränkt und erst nach dessen Aushärtung nach Jakarta transportiert, um sie dort genauer zu untersuchen.
Bereits am 28. Oktober 2004, dem Tag der Veröffentlichung ihrer Erstbeschreibung in der Fachzeitschrift Nature, berichteten die Medien über einen aufgefundenen „Hobbit“. Bernard Wood bezeichnete die Skelettreste in der Fachzeitschrift Science als die bedeutendste paläoanthropologische Entdeckung der vergangenen fünfzig Jahre.

## Weitere Funde
Die Ausgräber haben in der Höhle Liang Bua die Überreste von insgesamt mindestens 14 Individuen gefunden, die Homo floresiensis zugeschrieben werden. In den Schichten mit homininen Fossilien stießen sie ferner auf Reste von Holzkohle, also hat Homo floresiensis vermutlich Feuer genutzt. Gefunden wurden auch Steinwerkzeuge aus Vulkangestein und Feuerstein: zumeist einfache Abschläge, die beidseits bearbeitet waren, aber auch Speerspitzen, Schneiden, Stanzen und kleine Messer. Entdeckt wurden ferner Knochen eines Komodowarans, eines heute ausgestorbenen, ungewöhnlich großen Marabus (Leptoptilos robustus) sowie die Überreste von mindestens zwei Dutzend Exemplaren einer heute ausgestorbenen Zwergform der Rüsseltier-Gattung Stegodon.
Im Juni 2016 wurden hominine Fossilien von der Fundstelle Mata Menge beschrieben, die von mindestens drei Individuen stammen: das Fragment des Unterkiefers eines Erwachsenen und sechs einzelne Milchzähne von mindestens zwei Kindern. Die Funde wurden auf ein Alter von rund 700.000 Jahren datiert und – da sie noch graziler sind als die jüngeren Funde von Homo floresiensis – einstweilen nicht einer bestimmten Art zugeschrieben, sondern zunächst nur als mögliche Vorfahren von Homo floresiensis interpretiert. Die Funde weisen große Ähnlichkeiten sowohl mit Homo erectus auf als auch mit Homo floresiensis und stützen die Annahme, dass Homo floresiensis eine Inselverzwergung von Homo erectus war. Bislang (Stand: August 2024) wurden in Mata Menge zehn Fossilien aus einer 7 × 20 Meter großen Fundstelle geborgen: der Unterkiefer, acht Zähne und die distale (untere) Hälfte eines rechten Oberarmknochens von einem erwachsenen Individuum. Aufgrund der Gestalt des 88 Millimeter langen Knochen-Fragments wurde geschlussfolgert, dass sein Besitzer zu Lebzeiten 100 Zentimeter groß gewesen sein dürfte.
Etwa 100 km entfernt von Liang Bua, in der Nähe von Mata Menge, liegt die Fundstelle Wolo Sege. Dort fand man Abschläge, deren Alter im Jahr 2010 mit 1,02 ± 0,02 Millionen Jahre angegeben wurde; dieser Befund wurde als weiterer Beleg für eine sehr frühe Besiedlung der Insel und damit für eine potentiell langfristig mögliche „Verzwergung“ früher Hominini auf Flores bewertet.
Steinwerkzeugen aus der Fundstätte Calio im Regierungsbezirk Soppeng der benachbarten Insel Sulawesi (4° 20′ 8′′ S, 120° 00′ 48.3′′ E) wurde ein Mindestalter von 1,04 Millionen Jahren zugeschrieben. Mit 118.000 bis 194.000 Jahren wesentlich jünger sind in Sulawesi geborgene Steinwerkzeuge, die ebenfalls die Anwesenheit von frühen Populationen der Gattung Homo in dieser Region belegen.

## Merkmale
Homo floresiensis vereinigt „eine einzigartige Kombination von Homo-ergaster-ähnlichen Schädel- und Zahn-Merkmalen“ mit bis zu seiner Entdeckung unbekannten Besonderheiten im Bereich des Beckens und der Oberschenkel sowie mit archaischen Handwurzelknochen.
Die Untersuchungen durch den Paläoanthropologen Peter Brown ergaben 2004, dass es sich bei dem ersten und vollständigsten Fund (dem Fossil LB1) um die Reste einer etwa 30-jährigen Frau von wenig mehr als einem Meter Größe handelt, die ein geschätztes Körpergewicht von 16 bis 29 Kilogramm besaß; das Geschlecht wurde aus der Gestalt des Beckenknochens abgeleitet, das Lebensalter anhand der Abnutzung des Gebisses geschätzt. Die weiteren Funde belegen, dass die geringe Körpergröße von LB1 keine individuelle Anomalie darstellte, sondern die durchschnittliche Größe von Homo floresiensis war. Für das Fossil LB8, von dem ein Schienbein erhalten ist, wurde eine Körpergröße von 97,5 cm rekonstruiert.
Zugleich wurde 2004 ein den Australopithecina entsprechendes Gehirnvolumen von nur rund 380 cm³ rekonstruiert (zum Vergleich: Schimpansen ca. 400 Kubikzentimeter). 2013 wurde diese Rekonstruktion anhand von computertomographischen Aufnahmen revidiert und für das Gehirnvolumen 426 cm³ berechnet; dies sei nur knapp die Hälfte des Gehirnvolumens, die einem Homo erectus (ca. 860 cm³) zugeschrieben werde. Diese Verkleinerung des Gehirns im Vergleich zu Homo erectus könne mindestens zur Hälfte als Folge der wesentlich geringeren Körpergröße von Homo floresiensis gelten; bis zu 50 Prozent der Verkleinerung – so die Spekulation der Autoren der Studie – sei daher durch Umwelteinflüsse bedingt gewesen.
Der Schultergürtel von Homo floresiensis ähnelte weniger dem des anatomisch modernen Menschen, sondern eher der Schulter von Homo erectus.
Im Jahr 2004 wurden nach der Herstellung von Abformungen im Labor von Teuku Jacob Beschädigungen am Becken von LB1 festgestellt. Ferner war der Unterkiefer in mehrere Teile zerbrochen und abweichend vom Zustand bei Auffindung des Fossils restauriert worden, zudem fehlte ein Schneidezahn.

### Schädel

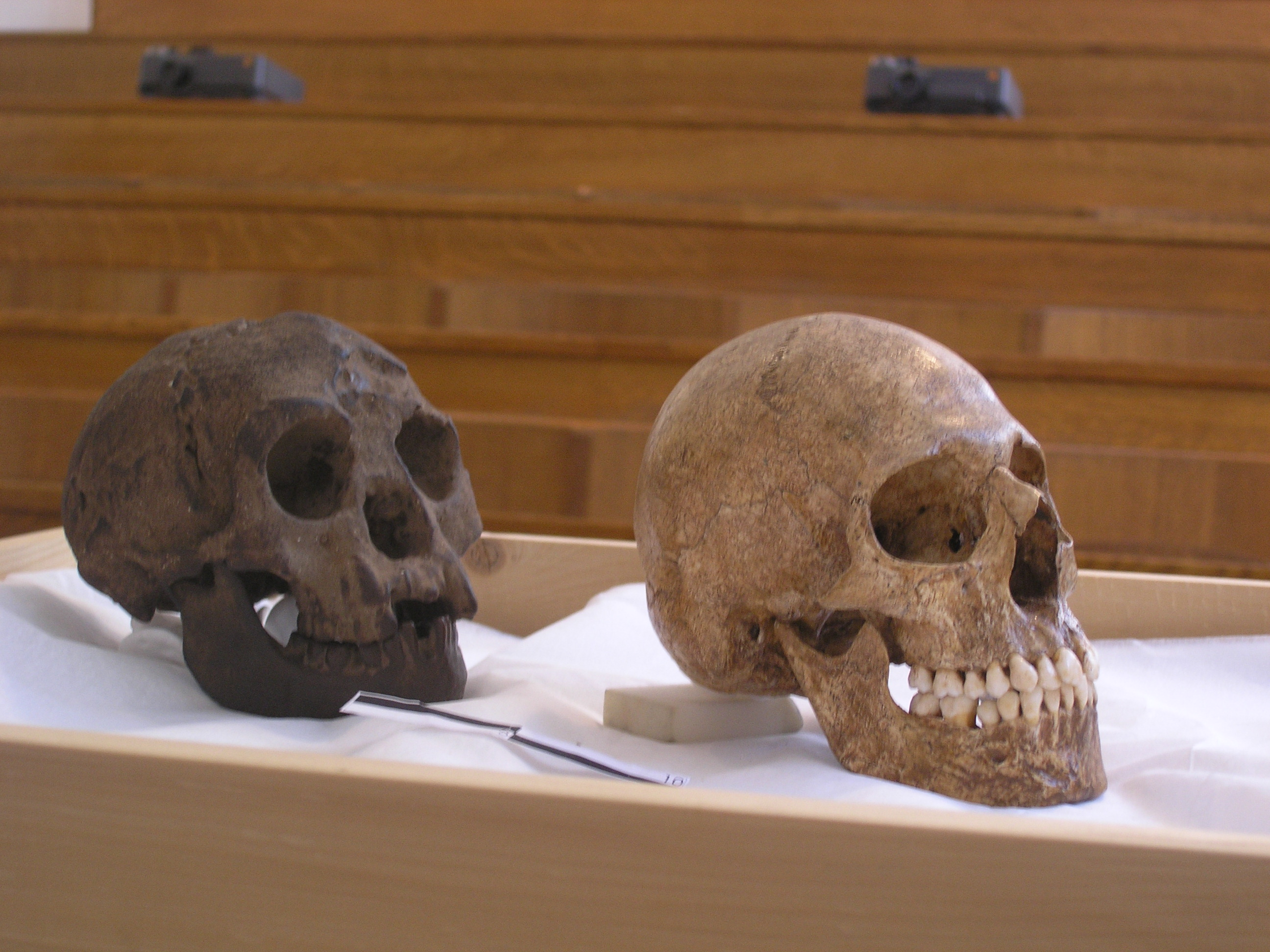
Schädel von LB1 (links, Nachbildung) im Vergleich mit einem mikrozephalen Schädel von Homo sapiens

Die Merkmale des Kopfes wurden hauptsächlich anhand des leicht deformierten sowie im Bereich der Nase und der linken Augenhöhle beschädigten Schädels und des Unterkiefers von LB1 bestimmt, zusätzlich zog man den Unterkieferknochen LB6 heran.
Den Beschreibungen zufolge ist der Schädel sehr klein, das ebenfalls sehr kleine Gesicht ist senkrecht orientiert (keine Prognathie wie zum Beispiel bei Australopithecus afarensis), und die Stirn ist relativ hoch. Relativ flach gewölbt ist hingegen die Schädeldecke; sie ist ähnlich dickwandig wie bei Homo erectus und Australopithecus und nahezu kugelförmig. Über den kreisförmigen Augenhöhlen befindet sich ein kleiner, gebogener Augenbrauenwulst. Im Vergleich mit Homo sapiens ungewöhnlich ist eine Öffnung unmittelbar hinter den Schneidezähnen, durch die Nerven von der Nase zum Dach der Mundhöhle verliefen. Zudem ist der Knochen, durch den Nasenöffnung und Mund getrennt werden, im Vergleich mit Homo sapiens äußerst schmal, und der erste untere Prämolar hat 2 Wurzeln (Homo sapiens: 1). Insgesamt ähnelt der Bau des Kauapparats aber den morphologischen Gegebenheiten bei Homo und weist keine Anpassungen auf, die für Australopithecus charakteristisch sind. Aufgrund des bis 2004 nicht bekannten „Mosaiks von ursprünglichen, einzigartigen und abgeleiteten Merkmalen“ wurden die homininen Funde aus der Höhle Liang Bua als eigenständige Art beschrieben.
Diese Interpretation der Funde stützt sich zudem auf wiederholte computergestützte Untersuchungen des Schädels, deren erste bereits 2005 von Dean Falk (Florida State University) publiziert wurde. Falk analysierte so genannte virtuelle Endocasts, das sind Computersimulationen von Gehirnoberflächen auf Grundlage der inneren Schädeloberflächen und des Schädelinnenvolumens. Demnach ähnelt das Gehirn von Homo floresiensis dem Gehirn von Homo erectus, nicht aber der Gehirnform von modernen Menschen, bei denen eine Mikrozephalie diagnostiziert wurde; 2007 und 2009 wurde diese Deutung der Befunde bekräftigt.
Anfang 2009 ergab eine weitere Studie von Forschern der Stony Brook University, dass der Schädel größere Ähnlichkeit mit Fossilien aus Afrika und Eurasien als mit modernen Menschen aufweise. Auch die Asymmetrie sei nicht größer als bei anderen Verwandten des Menschen (wie beispielsweise bei modernen Affen) und müsse nicht durch Mikrozephalie erklärt werden. Ähnlich argumentierte die gleiche Forschergruppe, nachdem sie erneut die Beschaffenheit des Unterkiefers und der Schädelknochen von LB1 untersucht und deren Merkmale mit den entsprechenden Merkmalen von heute lebenden, gesunden kleinwüchsigen Menschen, mit krankhaft veränderten Schädeln heute lebender Menschen und mit Vormenschen-Funden verglichen hatte: Eine pathologische Verkleinerung, ausgehend von Homo sapiens, sei unwahrscheinlich; vielmehr weise der Schädel LB1 zahlreiche eigenständige Merkmale auf, die Homo floresiensis in eine verwandtschaftliche Nähe zu anderen Vertretern der frühen Hominini stellen. 2011 wurde die Hypothese einer Inselverzwergung erneut bekräftigt: Die Merkmale des Schädels von LB1 ähnelten am stärksten denen der als Java-Menschen bezeichneten Homo-erectus-Fossilien, von denen er vermutlich abstamme; auch eine Analyse der Dicke des Schädeldachs von LB1 ergab keine Hinweise auf dessen Zugehörigkeit zu Homo sapiens.
Anhand einer virtuellen 3-D-Rekonstruktion des Schädels wurde berechnet, dass die Kraft beim Kauen mit annähernd 1300 Newton ähnlich groß war wie bei anderer Arten der Gattung Homo einschließlich des Homo sapiens.

### Füße und Hände
Eine von William L. Jungers durchgeführte Analyse ergab, dass Homo floresiensis im Vergleich zu Homo sapiens ungewöhnlich große und flache Füße hatte: Während die Füße heutiger Menschen ungefähr 55 Prozent der Länge ihres Oberschenkels ausmachen, hatten die Füße von Homo floresiensis eine Länge von 70 Prozent der Länge ihres Oberschenkels. Ihre Gangart müsse sich daher ebenfalls von der heute lebender Menschen unterschieden haben; vermutlich habe er nicht besonders schnell rennen können, da er seine Füße habe stärker anheben müssen als heutige Läufer. Jungers verglich die Fußknochen ferner mit den Fußknochen von Menschen, Vormenschen und heute lebenden Affen, die in einer großen Datenbank erfasst sind: die größte Ähnlichkeit besteht demnach mit Homo habilis und Australopithecus afarensis.
Auch die Arme waren im Vergleich zu Homo sapiens überproportional lang und unterscheiden sich in dieser Beziehung deutlich sowohl von mikrozephalen Menschen als auch von Pygmäen. Das Längenverhältnis von Oberarmknochen (243 Millimeter) zu Oberschenkelknochen (280 Millimeter) liegt mit 0,868 außerhalb der Variationsbreite heutiger Menschen und sämtlicher heute lebender afrikanischer Menschenaffen. Es ist 0,02 größer als das Größenverhältnis von Australopithecus afarensis und liegt beim Durchschnittswert der Paviane; alle langen Knochen der Arme und Beine haben – im Verhältnis zu ihrer Länge – in der Mitte des Schaftes einen größeren Durchmesser als bei Homo sapiens.
Eine Analyse der Handknochen durch einen Experten der Smithsonian Institution in Washington ergab 2007 ebenfalls, dass deren Zusammenwirken weder einem gesunden modernen Menschen noch einer bekannten pathologischen Variante ähnelt. Das linke Handgelenk des Homo floresiensis sei von dem eines Schimpansen oder eines Australopithecus kaum zu unterscheiden. Dagegen wies im Jahr 2008 eine Gruppe australischer Wissenschaftler auf eine Übereinstimmung der primitiven Handgelenkform und anderer Skelettmissbildungen mit denen moderner Menschen hin, die wegen einer Mangelernährung der Mutter an einem angeborenen Jodmangelsyndrom des myxödematösen Typs leiden (Kretinismus).
Ende 2008 wurde jedoch unter Einbeziehung neuer Funde anhand der Fossilien von sechs Individuen (LB1, LB2, LB3, LB4, LB5, LB6) den oberen Extremitäten bescheinigt, dass sie „ein einzigartiges Mosaik“ aus menschenähnlichen und ‚primitiven‘ Merkmalen aufweisen, „das niemals bei gesunden oder krankhaft veränderten modernen Menschen“ beschrieben wurde. Kurz darauf wurde anhand von neun Individuen (LB1, LB4, LB6, LB8, LB9, LB10, LB11, LB13, LB14) ein vergleichbares Mosaik auch für die Füße beschrieben. Auch die Analyse eines weiteren Kopfbeins und eines Hakenbeins im Jahr 2013 bestätigte diese Interpretation der Funde.

## Habitat
In der Höhle wurden rund 275.000 Tierknochen entdeckt, 80 Prozent davon wurden Nagetieren zugeordnet. In einer Studie wurden rund 10.000 Knochen von sieben unterschiedlich großen Nagetier-Arten aus der Familie der Langschwanzmäuse, deren Lebensraum bekannt ist, gemäß ihrer Häufigkeit in unterschiedlichen Fundschichten analysiert. Aus diesen Befunden wurde abgeleitet, dass sich die Höhle – und folglich das Habitat von Homo floresiensis – vor 100.000 Jahren in einem überwiegend offenen Grasland befand. Vor 62.000 Jahren entwickelte sich dann aber im Umkreis der Höhle ein überwiegend bewaldetes Biotop. Dies veranlasste die Autorin der Studie zu der Schlussfolgerung, dass das Fehlen von Nachweisen für Homo floresiensis und für diverse andere Tierarten ab ungefähr 60.000 Jahren vor heute möglicherweise eine Folge dieser klimatischen Veränderung sein könnte, Homo floresiensis nach der Aufgabe des Wohnplatzes in der Höhle aber andernorts auf Flores – in einem damals noch überwiegend offenen Grasland – weiterhin existiert haben könnte.

## Datierung
In der Erstbeschreibung im Jahr 2004 wurde dem Schädel LB1 ein Alter von etwa 18.000 Jahren zugeschrieben, den übrigen Funden von teils mehr als 38.000 Jahren. AMS-Datierungen ergaben für zwei Holzkohlestücke, die an der Basis der Fundschicht von LB1 geborgen wurden, ein kalibriertes Alter von jeweils etwa 18.000 Jahren (Labor-Codes ANUA-27116 und ANUA-27117). 2005 wurde das Maximalalter der Fossilfunde von Homo floresiensis auf 95.000 bis 74.000 Jahre beziffert, das Mindestalter auf rund 12.000 Jahre. Das jüngste Fossil, das zum Mindestalter von 12.000 Jahren geführt hat, ist die Speiche eines Kindes. Alle anderen Funde liegen unter einer dicken Vulkanasche-Schicht, die mit einem radiometrischen Alter von 13.100 Jahren den spätest möglichen Zeitpunkt für die Ablagerung der homininen Fossilien bildet. Möglicherweise – so wurde spekuliert – könne das Aussterben von Homo floresiensis mit diesem gewaltigen Vulkanausbruch in Verbindung gebracht werden, der vor etwa 13.000 Jahren auf der Insel stattfand und zur Ablagerung der Ascheschicht in der Höhle Liang Bua geführt hat. Auch vom Zwergelefanten Stegodon sondaari sind bisher keine jüngeren Spuren gefunden worden.
In der Fundschicht von LB1 wurden außerdem 32 Steinwerkzeuge entdeckt, die aufgrund der ungestörten Ablagerung sehr wahrscheinlich Homo floresiensis zuzuschreiben sind. Gestützt wurde die Datierung durch vulkanische Aschen, die über der Fundschicht abgelagert und zunächst auf 17.000 bis 11.000 Jahre vor heute datiert wurden.
Neben LB1 wurde auch der Unterkiefer LB6 datiert, sein Alter wird mit etwa 15.000 Jahren angegeben. Des Weiteren gibt es ein stratigraphisches Mindestalter für den Vorderbackenzahn LB2 und den Unterarmknochen LB3, die unter einer 38.000 Jahre alten Sinterschicht lagen und unmittelbar über einem Stegodon-Zahn, für den ein Alter von 74.000 Jahren ermittelt wurde. Weitere Funde aus noch tieferen Schichten ergaben dann sogar ein Höchstalter von 95.000 Jahren.
Eine Studie des Jahres 2009 benannte in der Höhle Liang Bua die Zeitspanne von Homo floresiensis mit 95.000 bis 17.000 Jahren vor heute und bezifferte am selben Fundplatz den ersten Nachweis für Homo sapiens auf 11.000 Jahre.
Untersuchungsergebnisse aus dem Jahr 2016 stellen die anfängliche Datierung der Funde des Homo floresiensis jedoch in Frage. Demnach hatte sich der Höhlenboden durch Erosion verändert, so dass Holzkohlenreste, die zunächst zur Datierung herangezogen worden waren, jünger sind als die unmittelbar benachbarten Fundstücke des Homo floresiensis. Mit Hilfe insbesondere der Argon-Argon-Datierung und der Thermolumineszenzdatierung wurden die Überreste von Homo floresiensis in die Zeit zwischen 100.000 und 60.000 Jahren vor heute datiert; ihm zugeordnete Artefakte sind demnach zwischen 190.000 und 50.000 Jahre alt. Wann Homo floresiensis ausgestorben ist, wurde in der im Fachblatt Nature publizierten Revision der Datierung ausdrücklich als „offene Frage“ benannt. Auch die Besiedelung von Flores durch Homo sapiens erfolgte einer 2018 publizierten Studie zufolge möglicherweise bereits vor 46.000 (cal BP) Jahren.

## Kontroverse

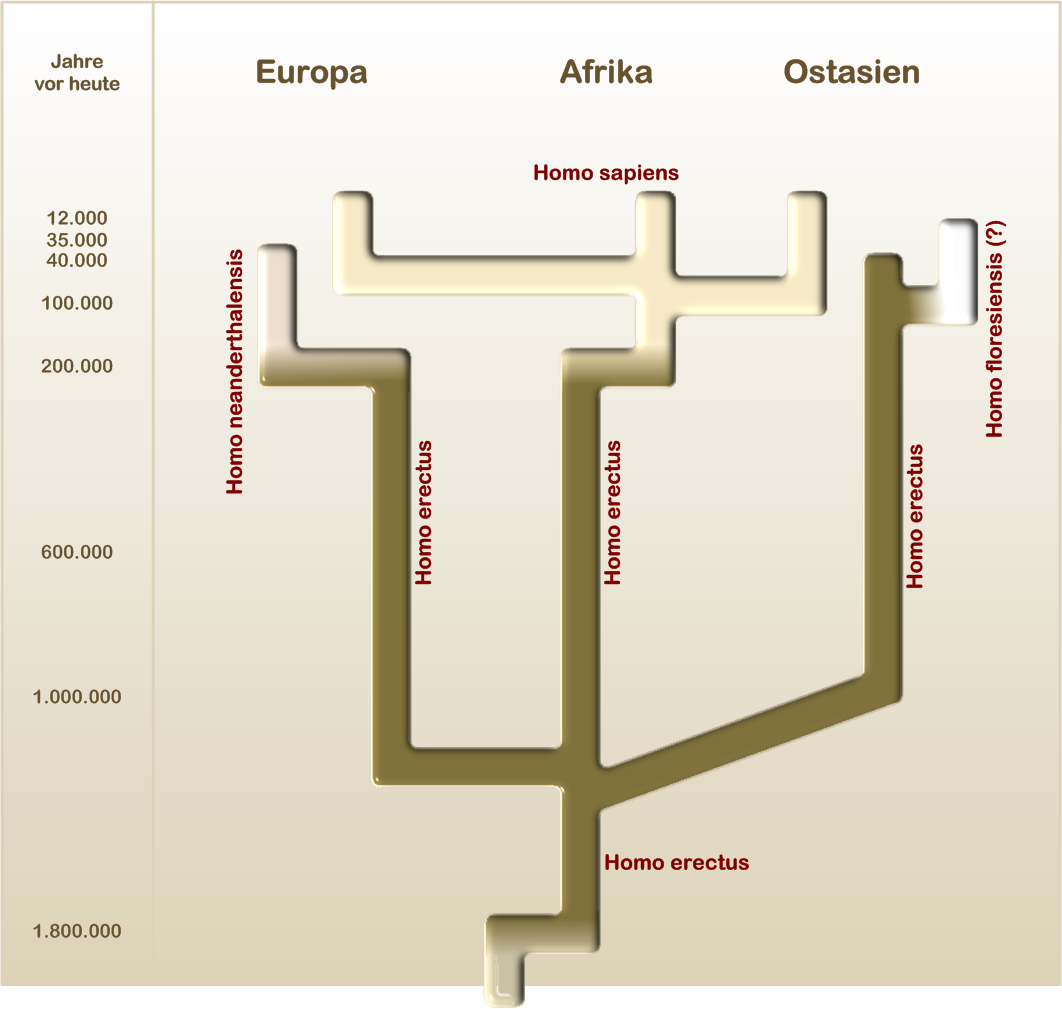
Homo floresiensis in einem Stammbaum-Modell

Die Versuche, den ungewöhnlichen Habitus von LB1 zu erklären, wiesen zunächst überraschende Parallelen auf mit der anfänglichen Interpretation des Fossils Neandertal 1 im 19. Jahrhundert; der erste, namensgebende Fund eines Neandertalers war zunächst von einigen angesehenen Forschern als krankhaft veränderter, anatomisch moderner Mensch interpretiert worden, zum Beispiel als Gerippe „von einem berittenen russischen Kosaken“. Im Falle des Homo floresiensis war es eine „kleine, aber lautstarke Gruppe von Wissenschaftlern“, die das Modell eines multiregionalen Ursprungs des modernen Menschen vertritt, die schon kurz nach dessen Erstbeschreibung die Einordnung als eigenständige Art ablehnte. Auch der 2007 verstorbene Doyen der indonesischen Paläoanthropologie, Teuku Jacob, gab bereits knapp vier Wochen nach der Erstbeschreibung und vor einer eigenen ausführlichen Analyse der Funde bekannt, er bezweifle die Einordnung als neue Art. Anfang 2005 interpretierte Jacob LB1 als krankhaft veränderten Homo sapiens. Ebenfalls 2005 wies eine weitere Forschergruppe darauf hin, dass Gehirngröße und -proportionen innerhalb der Variationsbreite für moderne mikrozephale Menschen liege. Dieser Deutung wurde aber wiederholt widersprochen, unter anderem im British Medical Journal, wo eine britische Forschergruppe die Verkleinerung des Gehirns – auch im Vergleich mit ähnlichen Veränderungen in anderen Familien der Primaten – als im Einklang mit parallelen Veränderungen der Körpermasse bezeichnete; die angebliche Mikrozephalie sei zudem ohne vorherige Inaugenscheinnahme der Originalfunde von Flores publiziert worden.
2007, auf dem Höhepunkt der Auseinandersetzung um die Einordnung der Fossilien, wurde unter anderem von Zvi Laron zusätzlich auf das Laron-Syndrom als mögliche Ursache für die beobachteten Merkmale hingewiesen, aber auch dieser möglichen Interpretation der Knochenfunde wurde zwei Jahre später – nach umfangreichen Computersimulationen – widersprochen. Auch das Down-Syndrom wurde zeitweise als Ursache der Merkmale von Homo floresiensis in Erwägung gezogen.
Forscher um Teuku Jacob stritten ferner ab, dass sich auf der kleinen Insel Flores eine eigenständige Art der Gattung Homo entwickeln konnte. Im Jahr 2006 argumentierten sie, Flores habe einer isolierten Population der Hominini nicht dauerhaft genügend Nahrung bieten können. Auch habe während der Eiszeiten der Meeresspiegel niedriger gelegen; Flores sei dadurch nur zwei Kilometer von der nächsten Insel und diese wiederum nicht weit vom Festland entfernt gewesen. Die Forscher hielten es daher für unwahrscheinlich, dass es 800.000 Jahre lang keinen Kontakt der Inselbewohner zum Festland gegeben habe. Auch ein amerikanisches Forscherteam vom Field Museum für Naturkunde in Chicago kam 2006 – anhand der damals vorliegenden Daten anderer Forscher und primär aufgrund der Dimensionen des Schädels – zu dem Schluss, dass es sich bei Homo floresiensis am ehesten um mikrocephale Steinzeitmenschen gehandelt habe. Andere Forscher unterstützten hingegen im selben Jahr nach einem Vergleich von LB1 mit gesunden und pathologisch veränderten Schädeln von Homo sapiens sowie mit Australopithecus und Paranthropus die These einer eigenständigen Art; später wies die Hauptautorin dieser Studie ergänzend darauf hin, dass auch das gesamte übrige Skelett von LB1 nicht aussehe wie das bloß verkleinerte Skelett eines kranken modernen Menschen.

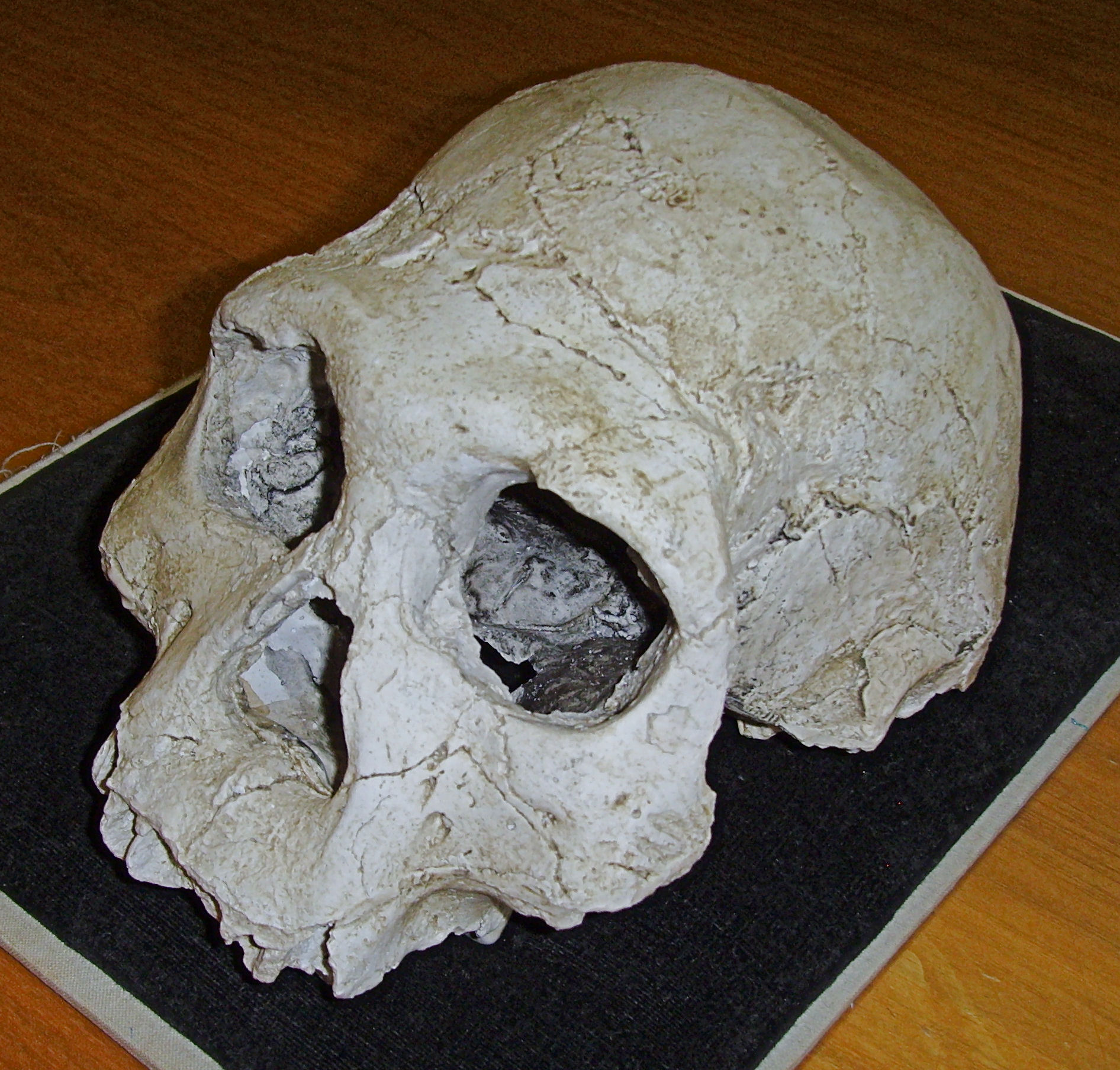
Der Schädel D2700 (Nachbildung) – ein möglicher enger Verwandter der Vorfahren von LB1

2010 kam auch eine Übersichtsarbeit zu dem Ergebnis, dass „Homo floresiensis eine lange überlebende Art des frühen Homo ist mit der größten morphologischen Nähe zu frühen afrikanischen vor-erectus / ergaster Homininen.“ Eine zweite Übersichtsarbeit, die sich der Beschaffenheit der Knochen unterhalb des Kopfes widmete, kam 2011 ebenfalls zu dem Ergebnis, dass „Inselverzwergung das plausibelste Szenario“ sei und dass Homo floresiensis vermutlich von Homo erectus abstamme. Auch das 2011 von Bernard Wood herausgegebene Standardwerk Encyclopedia of Human Evolution bezweifelt nicht den Status von Homo floresiensis als eigene Art; verwiesen wird einzig darauf, dass die Flores-Population in mehreren Publikationen eher von Homo habilis als von Homo erectus hergeleitet wird.
An dreidimensionalen Digitalisaten von fossilen Schädeln verschiedener Arten der Gattung Homo, von LB1 sowie von modernen Menschen, die an unterschiedlichen Krankheiten litten, welche als Auslöser für Kleinwüchsigkeit bekannt sind, wurden in einer weiteren Studie die Abstände von diversen anatomischen Merkmalen der Schädeloberfläche vermessen und miteinander verglichen; auch diese Studie ergab, dass der LB1-Schädel größere Übereinstimmungen mit der Gruppe der fossilen als mit den modernen, krankheitsbedingt veränderten Schädeln aufweist. Am meisten ähnele LB1 dem Fossil D2700 aus Georgien, einem Schädel aus der Gruppe der homininen Fossilien von Dmanissi, die als lokale Variante Homo erectus zugeordnet werden.
Der für die Freigabe der Erstbeschreibung verantwortliche Chefredakteur von Nature, Henry Gee wies schließlich darauf hin, dass LB1 kein Einzelfund sei, dass die Vertreter der Hypothese, die Funde von Flores seien eine pathologische Variante des Homo sapiens, dies aber ignorierten; vielmehr habe man diverse weitere Belege für die Art aus deutlich älteren Fundschichten geborgen. Die hierdurch belegte Zeitspanne für die Anwesenheit der Art auf Flores reiche daher zurück bis in eine Epoche vor Ankunft des Homo sapiens. Dies allein stelle jeden Gedanken daran infrage, „dass Homo floresiensis ein pathologischer Sprössling des anatomisch modernen Menschen sein könne“.
Die 2016 in Nature publizierte Neudatierung der Funde wurde in Science schließlich als besonders überzeugender Beleg für die Eigenständigkeit der Art bewertet, da vor rund 60.000 Jahren die Besiedelung Asiens durch Homo sapiens erst begonnen hatte. Im gleichen Jahr wurde nachgewiesen, dass bereits vor 700.000 Jahren Individuen einer kleinwüchsigen Art der Gattung Homo auf Flores heimisch waren und der Prozess der Inselverzwergung demnach sehr schnell vonstattengegangen sein muss; zugleich beendeten diese Funde die wissenschaftliche Debatte um den Art-Status von Homo floresiensis endgültig. Belege für einen Übergang von Genen von Homo floresiensis auf Vorfahren der heute auf den südostasiatischen Inseln lebenden Menschen sind nicht nachweisbar.

## Parallelen zu einheimischen Mythen
Mitunter wird ein Zusammenhang hergestellt zwischen Homo floresiensis und Mythen indigener Völker, die auf ein Überleben dieser Spezies bis in historische Zeit hindeuten könnten. Einheimische berichteten dem australischen Forscher Richard Roberts von sogenannten Ebu Gogo, die ihre Vorfahren noch getroffen hätten: „Die Ebu Gogo waren winzig wie kleine Kinder, außer im Gesicht komplett behaart und hatten lange Arme und einen runden Trommelbauch. Sie murmelten ständig in einer unverständlichen Sprache, plapperten aber auch nach, was wir ihnen sagten.“ Der letzte dieser Ebu Gogo soll erst kurz vor der Kolonisation der Insel durch die Holländer im 19. Jahrhundert verschwunden sein. Ebenso soll auf Sumatra noch bis ins 19. Jahrhundert der Orang Pendek (indonesisch: kleiner Mensch) gelebt haben.

## Film
- Hobbit – Der Urmensch von Flores. (OT: The Hobbit Enigma.) Dokumentarfilm, Australien, 2008, 52 Min., Buch und Regie: Annamaria Talas, Simon Nasht. Inhaltsangabe, im Original publiziert auf arte tv (Memento vom 20. Februar 2014 im Internet Archive).

## Belege
1. 1 2 3 4 5 6  Peter Brown u. a.: A new small-bodied hominin from the Late Pleistocene of Flores, Indonesia. In: Nature. Band 431, 2004, S. 1055–1061, doi:10.1038/nature02999.
2. 1 2 3 4 5  Mike J. Morwood et al.: Archaeology and age of a new hominin from Flores in eastern Indonesia. In: Nature. Band 431, 2004, S. 1087–1091, doi:10.1038/nature02956.
3. 1 2  Thomas Sutikna u. a.: Revised stratigraphy and chronology for Homo floresiensis at Liang Bua in Indonesia. In: Nature. Band 532, 2016, Nr. 7599, S. 366–369, doi:10.1038/nature17179.
4. ↑  Did humans drive 'hobbit' species to extinction? Auf: nature.com vom 30. März 2016.
5. 1 2 3  Yousuke Kaifu u. a.: Craniofacial morphology of Homo floresiensis: Description, taxonomic affinities, and evolutionary implication. In: Journal of Human Evolution. Band 61, Nr. 6, 2011, S. 644–682, doi:10.1016/j.jhevol.2011.08.008.
6. ↑  „Although some scientists believe that this tiny hominin was a modern human with a physical disorder, recent evidence suggests that Homo floresiensis was a distinct species.“ Zitiert aus: Alice Roberts: Evolution: The Human Story. Dorling Kindersley, London 2011, ISBN 978-1-4053-6165-1, S. 142.
7. ↑  Lydia Pyne: The Precious: Flo's Life as a Hobbit. Kapitel 6 in: Dies: Seven Skeletons. The Evolution of the World's Most Famous Human Fossils. Viking, New York 2016, ISBN 978-0-525-42985-2, S. 187.
8. 1 2 3  Henry Gee: The Accidental Species: Misunderstandings of Human Evolution. The University of Chicago Press, Chicago/London 2013, ISBN 978-0-226-28488-0, S. 5–11.
9. ↑  Mike J. Morwood u. a.: Fission-track ages of stone tools and fossils on the east Indonesian island of Flores. In: Nature. Band 392, 1998, S. 173–176, doi:10.1038/32401.
Hobbit-Vorfahren: Vor einer Million Jahren lebten schon Menschen auf der indonesischen Insel Flores. Auf: heise.de vom 20. März 2010.
10. ↑  G. Philip Rightmire: Teil 6: Schluss. Die Verwandtschaftsbeziehung von Homo erectus zu jüngeren mittelpleistozänen Hominiden. In: 100 Jahre Pithecanthropus. Das Homo erectus Problem. In: Courier Forschungsinstitut Senckenberg. Nr. 171, Frankfurt am Main 1994, S. 319–326, ISSN 0341-4116.
11. ↑  Chris Stringer: Der Zwergmensch von Flores. In: Spektrum der Wissenschaft. Januar 2005, S. 14–15.
12. 1 2  Hobbits in Indonesien. Forscher entdecken neue Menschen-Art. Auf: spiegel.de vom 27. Oktober 2004.
13. ↑  Fossiler ‚Hobbit‘-Mensch in Indonesien entdeckt. Auf: wissenschaft.de vom 28. Oktober 2004.
14. ↑  Ann Gibbons: New Species of Small Human Found in Indonesia. In: Science. Band 306, Nr. 5697, 2004, S. 789, doi:10.1126/science.306.5697.789.
15. 1 2  Mark W. Moore u. a.: Continuities in stone flaking technology at Liang Bua, Flores, Indonesia. In: Journal of Human Evolution. Band 57, Nr. 5, 2009, S. 503–526, doi:10.1016/j.jhevol.2008.10.006, Volltext.
16. 1 2 3 4 5  Gary J. Sawyer, Viktor Deak: Der lange Weg zum Menschen. Lebensbilder aus 7 Millionen Jahren Evolution. Spektrum Akademischer Verlag, Heidelberg, 2008, S. 131–136.
17. ↑  Hanneke J. M. Meijer, Rokus Awe Due: A new species of giant marabou stork (Aves: Ciconiiformes) from the Pleistocene of Liang Bua, Flores (Indonesia). In: Zoological Journal of the Linnean Society. Band 160, Nr. , 2010, S. 707–724, doi:10.1111/j.1096-3642.2010.00616.x.
18. 1 2  Gerrit D. van den Bergh, Yousuke Kaifu, Iwan Kurniawan, Reiko T. Kono, Adam Brumm, Erick Setiyabudi, Fachroel Aziz und Michael J. Morwood: Homo floresiensis-like fossils from the early Middle Pleistocene of Flores. In: Nature. Band 534, 2016, S. 245–248, doi:10.1038/nature17999.
19. ↑  Why the new fossils shed light on evolution of Flores ‘hobbits’. Auf: theguardian.com vom 8. Juni 2016.
20. ↑  Adam Brumm, Gerrit D. van den Bergh, Michael Storey u. a.: Age and context of the oldest known hominin fossils from Flores. In: Nature. Band 534, 2016, S. 249–253, doi:10.1038/nature17663.
21. ↑  Tiny jaw reveals dawn of the hobbit. Auf: sciencemag.org vom 8. Juni 2016.
22. ↑  Hobbits mit langem Stammbaum. (Memento vom 11. Juni 2016 im Internet Archive). Im Original publiziert auf planeterde.de vom 10. Juni 2016.
 Kleiner Freak mit großer Geschichte. Auf: zeit.de vom 8. Juni 2016.
23. ↑  Hobbit history gets new preface. Auf: sciencenews.org vom 8. Juni 2016.
24. ↑  Yousuke Kaifu et al.: Early evolution of small body size in Homo floresiensis. In: Nature Communications. Band 15, Artikel-Nr. 6381, 2024, doi:10.1038/s41467-024-50649-7. 
 Smallest arm bone in human fossil record sheds light on the dawn of Homo floresiensis. Auf: eurekalert.org vom 6. August 2024.
25. ↑  Adam Brumm, Gitte M. Jensen, Gert D. van den Bergh, Michael J. Morwood, Iwan Kurniawan, Fachroel Aziz, Michael Storey: Hominins on Flores, Indonesia, by one million years ago. In: Nature. Band 464, 2010, S. 748–752, doi:10.1038/nature08844.
26. ↑  Budianto Hakim et al.: Hominins on Sulawesi during the Early Pleistocene. In: Nature. Online-Veröffentlichung vom 6. August 2025, doi:10.1038/s41586-025-09348-6.
 Stone tools suggest that hominins arrived on Indonesian island much earlier than thought.] In: Nature. Online-Veröffentlichung vom 6. August 2025, doi:10.1038/d41586-025-02386-0.
27. ↑  Gerrit D. van den Bergh et al.: Earliest hominin occupation of Sulawesi, Indonesia. In: Science. Band 529, 2016, S. 208–211, doi:10.1038/nature16448.
 Ancient tools may shed light on the mysterious ‚hobbit‘. Auf: sciencemag.org vom 13. Januar 2016.
28. ↑  im Original: „This hominin displays a unique combination of H. ergaster-like cranial and dental morphology, a hitherto unknown suite of pelvic and femoral features, archaic hominin-like carpal bones, a small brain (c. 380 ccm), small body mass (25–30 kg) and small stature (1 m).“ – Zitiert aus Bernard Wood, Nicholas Lonergan: The hominin fossil record: taxa, grades and clades. In: Journal of Anatomy. Band 212, Nr. 4, 2008, S. 362, doi:10.1111/j.1469-7580.2008.00871.x, Volltext (PDF; 292 kB). (Memento vom 20. Oktober 2012 im Internet Archive)
29. ↑  Marta Mirazón Lahr, Robert Foley: Human evolution writ small. In: Nature. Band 431, 2004, S. 1043–1044, doi:10.1038/4311043a.
30. ↑  Ronald M. Nowak: Walker’s mammals of the world. 6. Auflage. Johns Hopkins University Press, Baltimore 1999, S. 613: Wolfgang Maier: Primates, Primaten, Herrentiere. In: Wilfried Westheide, Reinhard Rieger (Hrsg.): Spezielle Zoologie. Teil 2. Wirbel- oder Schädeltiere. Spektrum Akademischer Verlag, Heidelberg/Berlin 2004, S. 573.
31. ↑  Daisuke Kubo u. a.: Brain size of Homo floresiensis and its evolutionary implications. In: Proceedings of the Royal Society B. Band 280, Nr. 1760, 2013, doi:10.1098/rspb.2013.0338.
32. ↑  Susan G. Larson, William L. Jungers u. a.: Homo floresiensis and the evolution of the hominin shoulder. In: Journal of Human Evolution. Band 53, Nr. 6, 2007, S. 718–731, doi:10.1016/j.jhevol.2007.06.003.
33. ↑  Lydia Pyne: The Precious: Flo's Life as a Hobbit. S. 202.
34. ↑  zitiert aus der Erstbeschreibung: Brown et al. 2004, S. 1060.
35. ↑  Dean Falk u. a.: The Brain of LB1, Homo floresiensis. In: Science. Band 308, 2005, S. 242–245, doi:10.1126/science.1109727.
 Hobbit-Mensch hatte normal entwickeltes Gehirn. Auf: wissenschaft.de vom 4. März 2005.
36. ↑  Dean Falk u. a.: Brain shape in human microcephalics and Homo floresiensis. In: Proceedings of the National Academy of Sciences. Band 104, 2007, S. 2513–2518, doi:10.1073/pnas.0609185104; ‚Hobbit‘ human is a new species‘. Auf: news.bbc.co.uk vom 29. Januar 2007.
37. 1 2  Dean Falk u. a.: LB1's virtual endocast, microcephaly, and hominin brain evolution. In: Journal of Human Evolution. Band 57, Nr. 4, 2009, doi:10.1016/j.jhevol.2008.10.008.
38. ↑  Karen L. Baab, Kieran P. McNulty: Size, shape, and asymmetry in fossil hominins: the status of the LB1 cranium based on 3D morphometric analyses. In: Journal of Human Evolution. Band 57, Nr. 5, 2009, S. 608–622, doi:10.1016/j.jhevol.2008.08.011; Neue Befunde stützen kleine Menschenart. (Memento vom 31. Januar 2009 im Internet Archive). Im Original publiziert auf scienceticker.info vom 21. Januar 2009.
39. ↑  William L. Jungers, Karen Baab: The geometry of hobbits: Homo floresiensis and human evolution. In: Significance. Band 6, Nr. 4, 2009, S. 159–164, doi:10.1111/j.1740-9713.2009.00389.x.
40. ↑  Antoine Balzeau, Philippe Charlier: What do cranial bones of LB1 tell us about Homo floresiensis? In: Journal of Human Evolution. Band 93, 2016, S. 12–24, doi:10.1016/j.jhevol.2015.12.008.
41. ↑  Rebecca W. Cook u. a.: The cranial biomechanics and feeding performance of Homo floresiensis. In: Interface Focus. Band 11, Nr. 5, 2021, doi:10.1098/rsfs.2020.0083.
 The Hobbit’s bite gets a stress test. Auf: eurekalert.org vom 23. August 2021.
42. ↑  William L. Jungers u. a.: The foot of Homo floresiensis. In: Nature. Band 459, 2009, S. 81–84, doi:10.1038/nature07989; Rex Dalton: ‚Hobbit‘ was a dwarf with large feet. Auf: nature.com vom 6. Mai 2009, doi:10.1038/news.2009.448; Elizabeth Culotta: When Hobbits (Slowly) Walked the Earth. In: Science. Band 230, 2008, S. 433–435, doi:10.1126/science.320.5875.433.
43. ↑  Ann Gibbons: Hobbit’s Status as a New Species Gets a Hand Up. In: Science. Band 316 vom 6. April 2007, S. 34, doi:10.1126/science.316.5821.34.
44. 1 2  Matthew W. Tocheri u. a.: The Primitive Wrist of Homo floresiensis and Its Implications for Hominin Evolution. In: Science. Band 317, 2007, S. 1743–1745, doi:10.1126/science.1147143.
45. ↑  Case Grows for 'Hobbit’ as Human Ancestor. Auf: npr.org vom 20. September 2007.
46. ↑  Peter J. Obendorf u. a.: Are the small human-like fossils found on Flores human endemic cretins? In: Proceedings of the Royal Society B. Band 275, Nr. 1640, 2008, S. 1287–1296, doi:10.1098/rspb.2007.1488.
47. ↑  im Original: „The upper limb presents a unique mosaic of derived (human-like) and primitive morphologies, the combination of which is never found in either healthy or pathological modern humans.“ Zitiert aus: S. G. Larson u. a.: Descriptions of the upper limb skeleton of Homo floresiensis. In: Journal of Human Evolution. Band 57, Nr. 5, 2009, S. 555–570, doi:10.1016/j.jhevol.2008.06.007.
48. ↑  William L. Jungers u. a.: Descriptions of the lower limb skeleton of Homo floresiensis. In: Journal of Human Evolution. Band 57, Nr. 5, 2009, S. 538–554, doi:10.1016/j.jhevol.2008.08.014 (mit zahlreichen frei zugänglichen Abbildungen).
49. ↑  Caley M. Orr u. a.: New wrist bones of Homo floresiensis from Liang Bua (Flores, Indonesia). In: Journal of Human Evolution. Band 64, Nr. 2, 2013, S. 109–129, doi:10.1016/j.jhevol.2012.10.003.
50. ↑  Elizabeth Grace Veatch u. a.: Temporal shifts in the distribution of murine rodent body size classes at Liang Bua (Flores, Indonesia) reveal new insights into the paleoecology of Homo floresiensis and associated fauna. In: Journal of Human Evolution. Band 130, 2019, S. 45–60, doi:10.1016/j.jhevol.2019.02.002.
 Changes in rat size reveal habitat of ‚Hobbit‘ hominin. Auf: eurekalert.org vom 13. März 2019.
51. ↑  Mike J. Morwood u. a.: Further evidence for small-bodied hominins from the Late Pleistocene of Flores, Indonesia. In: Nature. Band 437, 2005, S. 1012–1017, doi:10.1038/nature04022.
52. ↑  Daniel E. Lieberman: Further fossil finds from Flores. In: Nature. Band 437, 2005, S. 957–958, doi:10.1038/437957a, Volltext (PDF).
53. ↑  Homo floresiensis: So alt ist der Hobbit wirklich. Auf: focus.de vom 31. März 2016.
54. ↑  Thomas Sutikna u. a.: The spatio-temporal distribution of archaeological and faunal finds at Liang Bua (Flores, Indonesia) in light of the revised chronology for Homo floresiensis. In: Journal of Human Evolution. Band 124, 2018, S. 52–74, doi:10.1016/j.jhevol.2018.07.001.
55. ↑  Friedemann Schrenk, Stephanie Müller: Die Neandertaler. C. H. Beck, München 2005, ISBN 3-406-50873-1, S. 16.
56. ↑  Michael Balter: Skeptics Question Whether Flores Hominid Is a New Species. In: Science. Band 306, Nr. 5699, 2004, S. 1116, doi:10.1126/science.306.5699.1116a.
57. ↑  Anthropologie: Zweifel an neuer Menschenart. Auf: spektrum.de vom 24. November 2004.
58. ↑  Rex Dalton: Fossil finders in tug of war over analysis of hobbit bones. In: Nature. Band 434, 2005, S. 5, doi:10.1038/434005a.
59. ↑  Jochen Weber, Alfred Czarnetzki, Carsten M. Pusch: Comment on „The brain of LB1, Homo floresiensis“. In: Science. Band 310, Nr. 5746, S. 236, doi:10.1126/science.1114789.
60. ↑  beispielsweise von Robert D. Martin u. a.: Comment on „The Brain of LB1, Homo floresiensis.“. In: Science. Band 312, Nr. 5776, 2006, S. 999, doi:10.1126/science.1121144.
61. ↑  Stephen H. Montgomery u. a.: Reconstructing the ups and downs of primate brain evolution: implications for adaptive hypotheses and Homo floresiensis. In: BMC Biology. Band 8, Nr. 9, 2010, doi:10.1186/1741-7007-8-9.
 Does evolution always lead to bigger brains? Auf: eurekalert.org vom 27. Januar 2010.
62. ↑  Peter Brown: LB1 and LB6 Homo floresiensis are not modern human (Homo sapiens) cretins. In: Journal of Human Evolution. Band 62, Nr. 2, 2012, S. 201–224, doi:10.1016/j.jhevol.2011.10.011.
63. ↑  vergl. dazu Angemerkt: Eigenartige Menschen. Auf: spektrum.de vom 29. Januar 2007.
64. ↑  Israel Hershkovitz, Liora Kornreich, Zvi Laron: Comparative skeletal features between Homo floresiensis and patients with primary growth hormone insensitivity (Laron syndrome). In: American Journal of Physical Anthropology. Band 134, Nr. 2, 2007, S. 198–208, doi:10.1002/ajpa.20655.
65. ↑  Dean Falk u. a.: The type specimen (LB1) of Homo floresiensis did not have Laron syndrome. In: American Journal of Physical Anthropology. Band 140, Nr. 1, 2009, S. 52–63, doi:10.1002/ajpa.21035, Volltext (PDF; 440 kB). (Memento vom 9. Juni 2010 im Internet Archive)
66. ↑  Maciej Henneberg u. a.: Evolved developmental homeostasis disturbed in LB1 from Flores, Indonesia, denotes Down syndrome and not diagnostic traits of the invalid species Homo floresiensis. In: PNAS. Band 111, Nr. 33, 2014, S. 11967–11972, doi:10.1073/pnas.1407382111.
67. ↑  Teuku Jacob u. a.: Pygmoid Australomelanesian Homo sapiens skeletal remains from Liang Bua, Flores: Population affinities and pathological abnormalities. In: PNAS. Band 103, Nr. 36, 2006, S. 13421–13426, doi:10.1073/pnas.0605563103.
68. ↑  Auch Hobbits sind nur Menschen. Beitrag in der Deutschlandfunk-Sendung Forschung aktuell vom 21. August 2006.
69. ↑  Robert D. Martin, Ann M. MacLarnon, James L. Phillips, William B. Dobyns: Flores hominid: New species or microcephalic dwarf? In: The Anatomical Record Part A. Band 288A, Nr. 11, 2006, S. 1123–1145, doi:10.1002/ar.a.20389.
 Hobbit gegen moderner Mensch, nächste Runde. Auf: wissenschaft.de vom 10. Oktober 2006. (Bericht über die Veröffentlichung im Anatomical Record Part A)
70. ↑  Debbie Argue u. a.: Homo floresiensis: Microcephalic, pygmoid, Australopithecus, or Homo? In: Journal of Human Evolution. Band 51, Nr. 4, 2006, S. 360–374, doi:10.1016/j.jhevol.2006.04.013
71. ↑  Ewen Callaway: Who were the Hobbit’s ancestors? (Memento vom 4. Dezember 2011 im Internet Archive) Auf: blogs.nature.com vom 27. September 2011.
72. ↑  wörtlich: „that Homo floresiensis is a late-surviving species of early Homo with its closest morphological affinities to early African pre-erectus/ergaster hominins.“ – Zitat aus: Leslie C. Aiello: Five years of Homo floresiensis. In: American Journal of Physical Anthropology. Band 142, Nr. 2, 2010, S. 167–179, doi:10.1002/ajpa.21255.
73. ↑  Anneke H. van Heteren: The hominins of Flores: Insular adaptations of the lower body. In: Comptes Rendus Palevol. Band 11, Nr. 2–3, 2012, S. 169–179, doi:10.1016/j.crpv.2011.04.001.
74. ↑  Bernard Wood (Hrsg.): Wiley-Blackwell Encyclopedia of Human Evolution. Wiley-Blackwell, 2011, ISBN 978-1-4051-5510-6.
75. ↑  Debbie Argue, Mike J. Morwood u. a.: Homo floresiensis: a cladistic analysis. In: Journal of Human Evolution. Band 57, Nr. 5, 2009, S. 623–639, doi:10.1016/j.jhevol.2009.05.002.
 John W.H. Trueman: A new cladistic analysis of Homo floresiensis. In: Journal of Human Evolution. Band 59, Nr. 2, 2010, S. 223–226, doi:10.1016/j.jhevol.2010.01.013.
 Debbie Argue, Mike Morwood u. a.: A Reply to Trueman's 'A new cladistic analysis of Homo floresiensis'. In: Journal of Human Evolution. Band 59, Nr. 2, 2010, S. 227–230, doi:10.1016/j.jhevol.2010.05.004.
76. ↑  Peter Brown und Tomoko Maeda: Liang Bua Homo floresiensis mandibles and mandibular teeth: a contribution to the comparative morphology of a hominin species. In: Journal of Human Evolution. Band 57, Nr. 5, 2009, S. 571–596, doi:10.1016/j.jhevol.2009.06.002.
77. ↑  Mike J. Morwood, William L. Jungers: Conclusions: implications of the Liang Bua excavations for hominin evolution and biogeography. In: Journal of Human Evolution. Band 57, Nr. 5, 2009, S. 640–648, doi:10.1016/j.jhevol.2009.08.003.
78. ↑  Debbie Argue u. a.: The affinities of Homo floresiensis based on phylogenetic analyses of cranial, dental, and postcranial characters. In: Journal of Human Evolution. Band 107, 2017, S. 107–133, doi:10.1016/j.jhevol.2017.02.006.
79. ↑  Karen L. Baab, Kieran P. McNulty und Katerina Harvati: Homo floresiensis Contextualized: A Geometric Morphometric Comparative Analysis of Fossil and Pathological Human Samples. In: PLOS ONE. Band 8, Nr. 7, 2013: e69119, doi:10.1371/journal.pone.0069119.
80. ↑  The ‚hobbit‘ was a separate species of human, new dating reveals. Auf: sciencemag.org vom 30. März 2016.
81. ↑  Aida Gómez-Robles: The dawn of Homo floresiensis. In: Nature. Band 534, 2016, S. 188–189, doi:10.1038/534188a.
Knochenfund in Indonesien: „Hobbit“ war eigene Menschenart. Auf: Spiegel online vom 8. Juni 2016.
82. ↑  João C. Teixeira u. a.: Widespread Denisovan ancestry in Island Southeast Asia but no evidence of substantial super-archaic hominin admixture. In: Nature Ecology & Evolution. Online-Veröffentlichung vom 22. März 2021, doi:10.1038/s41559-021-01408-0.
 New evidence in search for the mysterious Denisovans. Auf: eurekalert.org vom 22. März 2021.
83. ↑  Villagers speak of the small, hairy Ebu Gogo. zitiert aus: Daily Telegraph (PDF; 85 kB), 28. Oktober 2004.